# Matt Roth (Schauspieler)
Matthew P. „Matt“ Roth (* 15. September 1964) ist ein US-amerikanischer Schauspieler.

## Leben
Roth trat seit Anfang der 1990er Jahre vor allem in Fernsehserien auf. Von 1992 bis 1993 spielte er in sechs Episoden der Fernsehserie Roseanne die Rolle des Fisher. 2006 war er in Desperate Housewives als Art Shepherd zu sehen.
Seit 1993 war Roth mit Laurie Metcalf liiert, die er bei den Dreharbeiten zu Roseanne kennengelernt hatte. Das Paar, das drei gemeinsame Kinder hat, trennte sich 2008. Die von Roth 2011 eingereichte Scheidung erfolgte im Mai 2014.

## Filmografie (Auswahl)
- 1990: Goodnight Sweet Wife: A Murder in Boston (Fernsehfilm)
- 1992–1993: Roseanne (Fernsehserie, 6 Episoden)
- 1994: Blink – Tödliche Augenblicke (Blink)
- 1994: Blue Skies (Fernsehserie, 8 Episoden)
- 1997: Crisis Center (Fernsehserie, 6 Episoden)
- 1997: Zwei Singles in L.A. (Til There Was You)
- 1997: Chicago Cab
- 1998: Jagd auf Marlowe (Where's Marlowe?)
- 1999: Pups – Kein Kinderspiel (Pups – A Gun Finds a Kid)
- 2003: Flight Girls (View from the Top)
- 2006: Grey’s Anatomy (Fernsehserie, 1 Episode)
- 2006: Numbers – Die Logik des Verbrechens (NUMB3RS, Fernsehserie, 1 Episode)
- 2006: Desperate Housewives (Fernsehserie, 4 Episoden)
- 2007: Crossing Jordan – Pathologin mit Profil (Crossing Jordan, Fernsehserie, 1 Episode)
- 2007: CSI: Den Tätern auf der Spur (CSI: Crime Scene Investigation, Fernsehserie, 1 Episode)
- 2007: Two and a Half Men (Fernsehserie, 1 Episode)
- 2008: Ghost Whisperer – Stimmen aus dem Jenseits (Ghost Whisperer, Fernsehserie, 1 Episode)
- 2008: Big Shots (Fernsehserie, 1 Episode)
- 2009: Chuck (Fernsehserie, 1 Episode)
- 2009: Without a Trace – Spurlos verschwunden (Without a Trace, Fernsehserie, 1 Episode)
- 2009: Nip/Tuck – Schönheit hat ihren Preis (Nip/Tuck, Fernsehserie, 1 Episode)
- 2009: Three Rivers Medical Center (Three Rivers, Fernsehserie, 1 Episode)
- 2011: Private Practice (Fernsehserie, 4 Episoden[3])
- 2012: Modern Family (Fernsehserie, 1 Episode)
- 2013: Mom (Fernsehserie, 1 Episode)
- 2014: Longmire (Fernsehserie, 1 Episode)
- 2014: Perception (Fernsehserie, 1 Episode)
- 2014: Castle (Fernsehserie, 1 Episode)
- 2014: Stalker (Fernsehserie, 1 Episode)